# Leslie Carlson
Pour les articles homonymes, voir Carlson.
Leslie Merle Carlson (né le 24 février 1933 et mort le 3 mai 2014) est un acteur de film et de télévision américain qui a joué au Canada, aux États-Unis et en Angleterre. Ses films incluent des films d'horreur comme Deranged et Black Christmas, et ses séries télévisées incluent La Cinquième Dimension et The X-Files : Aux frontières du réel. Son nom de scène était souvent Les Carlson.

## Filmographie

### Cinéma
- 1973 : Odyssée sous la mer : Brigs, Triton Radioman
- 1973 : The Hard Part Begins (en) : Mechanic (en tant que Les Carlson)
- 1974 : Black Christmas : Graham (en tant que Les Carlson)
- 1974 : Deranged (en) : Tom Sims
- 1974 : Un silencieux au bout du canon : Radical (non crédité)
- 1976 : Tir à vue (en) : Jim (en tant que Les Carlson)
- 1977 : Deadly Harvest (en) : The Minister (en tant que Les Carlson)
- 1977 : Love at First Sight (en) : Stu (en tant que Les Carlson)
- 1977 : Raku Fire
- 1977 : Who Has Seen the Wind (en) : Joe Pivott (en tant que Les Carlson)
- 1978 : High-Ballin' (en) : Bud (en tant que Les Carlson)
- 1979 : Lost and Found : Jean-Paul
- 1980 : Mr. Patman : Mr. Abernathy (en tant que Les Carlson)
- 1980 : Nothing Personal (en) : Marshal #2
- 1981 : Circle of Two : Docteur at the Hospital (en tant que Les Carlson)
- 1981 : Improper Channels (en) : Bucci (en tant que Les Carlson)
- 1983 : Christmas Story : Christmas Tree Man (en tant que Les Carlson)
- 1983 : Dead Zone : Brenner (en tant que Les Carlson)
- 1983 : Vidéodrome : Barry Convex (en tant que Les Carlson)
- 1984 : That's My Baby! (en) : Max (en tant que Les Carlson)
- 1986 : La Mouche : Dr. Cheevers (en tant que Les Carlson)
- 1987 : La Rue : Marty (en tant que Les Carlson)
- 1987 : Les Roues de la mort (en) (Rolling Vengeance) : Père de Misty (en tant que Les Carlson)
- 1989 : Sing (en) : Suit (en tant que Les Carlson)
- 1991 : Chaindance (en) : Willy
- 1991 : K2 : Dexter
- 1992 : Impolite : Billy
- 1993 : Morning Glory (en) : Howard Pride
- 1995 : Young Again : Mr. Dillon (en tant que Les Carlson)
- 1999 : The Wishing Tree : Professeur
- 2000 : The Spreading Ground (en) : Magyar (en tant que Les Carlson)
- 2001 : Short6 : The Acteur (segment "Camera")
- 2002 : Left Behind II: Tribulation Force : Witness Eli (en tant que Les Carlson)
- 2003 : Silver Man : Mule
- 2005 : Looking for Angelina : Justice Britton (en tant que Les Carlson)
- 2007 : Your Beautiful Cul de Sac Home : Harry Peale

### Courts-métrages
- 1977 : I Wasn't Scared
- 2000 : Camera (en)

### Télévision

#### Séries télévisées
- 1972 : Norman Corwin Presents
- 1973-1974 : Police Surgeon : Meyer / Irv Davis
- 1974 : The Collaborators : Détective George Kaminski / Détective Kaminski
- 1975 : King of Kensington
- 1976 : Sidestreet
- 1977 : Chapeau melon et bottes de cuir : Douglas Collings
- 1977 : Custard Pie : Aldo Ludwit (en tant que Les Carlson)
- 1982-1983 : Le Vagabond
- 1985 : Brigade de nuit : Harder
- 1986 : Disney Parade : Mr. Dillon
- 1987 : American Playhouse : Conover
- 1987 : Le Bonheur au bout du chemin II : Mr. Charles Lawson
- 1987 : The Lawrenceville Stories : Conover
- 1987-1989 : Street Legal (en) : Michael Beaubein / Squire
- 1988 : La Cinquième Dimension : Jim Hilsen
- 1988 : Murphy, l'art et la manière d'un privé très spécial : Judge
- 1988 : War of the Worlds : Détective #1
- 1989 : Vendredi 13 : Arkwright
- 1989-1990 : MacGyver : 
  - (saison 4, épisode 8 "Une sacrée famille") : Sparky
  - (saison 5, épisode 21 "Voyage au royaume des ombres") : Le docteur
- 1990 : 21 Jump Street : Professeur Gray
- 1990 : Broken Badges : Dr. Vietro
- 1990 : Le Ranch de l'espoir (en) (Neon Rider) : Brent Paxton
- 1990 : Les deux font la loi : Bogue Harper
- 1990 : Mom P.I. (en)
- 1990-1991 : Les Contes d'Avonlea : Mr. Lawson
- 1991 : Scales of Justice : Larry Proke
- 1992 : Highlander : Sam Thompson
- 1994 : X-Files : Aux frontières du réel épisodes Renaissance et Les Petits Hommes verts : Dr. Troisky / Dr. Spitz
- 1996 : Side Effects (en) : Dr. Herschel Eisen
- 1997 : Psi Factor, chroniques du paranormal : Dr. Dale Hoff
- 2001 : The Wonderful World of Disney : Stableman
- 2002 : Odyssey 5 : Ruckner
- 2003 : La Famille Berenstain : Gramps
- 2004-2006 : This Is Wonderland : Victor Demchek
- 2005 : Sue Thomas, l'œil du FBI : Mr. Weaver
- 2010 : Haven : Vaughn Carpenter
- 2010-2011 : Babar : Les Aventures de Badou
- 2011 : La Maison sur le lac : Edgar White
- 2012 : Lost Girl : Cole (Older)
- 2012 : Rookie Blue : Clarence Hodgson
- 2013 : Les Enquêtes de Murdoch : Dr. Ansel Fraser

#### Téléfilms
- 1974 : Deedee
- 1981 : Otages à Téhéran : Laingen (en tant que Les Carlson)
- 1981 : The July Group : McGrath (en tant que Les Carlson)
- 1982 : Shocktrauma : Elton Bates (en tant que Les Carlson)
- 1986 : Unnatural Causes : Bob (en tant que Les Carlson)
- 1989 : Looking for Miracles : Principal (en tant que Les Carlson)
- 1991 : The Girl from Mars : Mr. Sharbut
- 1992 : L'Exxon Valdez : Theo Polasek - Alyeska
- 1992 : Sarah et Julie n'en font qu'à leur tête : Doorman
- 1993 : A Stranger in the Mirror : Harry Durkin
- 1993 : Cas de conscience
- 1995 : The Song Spinner : Lorie
- 1996 : Beyond the Call : Dan (en tant que Les Carlson)
- 1996 : Moonshine Highway : Pappy (en tant que Les Carlson)
- 2000 : Harlan County War : Udell
- 2000 : The Last Debate : Pat Tubbs
- 2000 : Un rôle pour la vie : Man at Station
- 2001 : Haven : Old Man (en tant que Les Carlson)
- 2001 : Un bébé à tout prix : Mr. Neelandson (en tant que Les Carlson)
- 2004 : Anonymous Rex : L'homme
- 2004 : Le secret du Père Noël : Chester (en tant que Les Carlson)
- 2005 : SRAS - Alerte au virus mondial
- 2010 : Patricia Cornwell: tolérance zéro : George Finlay (en tant que Les Carlson)